# Andrena figurata
Andrena figurata är en biart som beskrevs av Morawitz 1866. Andrena figurata ingår i släktet sandbin, och familjen grävbin. Inga underarter finns listade i Catalogue of Life.